# Goethe-Schule (Bochum)
Die Goethe-Schule ist ein Gymnasium in Bochum. Sie befindet sich am Rande der Bochumer Innenstadt, zwischen der Fußgängerzone und dem Bochumer Stadtpark, in direkter Nachbarschaft des Kunstmuseums.

## Geschichte
Der Altbau der Goethe-Schule gehört zu den geschichtsträchtigsten Bauten Bochums. Bereits 1851 entstand dieses Gebäude, somit ist die Goethe-Schule die älteste Schule Bochums. Sie wurde vor allem auf Bestreben des Bochumer Bürgermeisters Max Greve geschaffen, zunächst als Provinzialgewerbeschule, dann Oberrealschule und schließlich als Gymnasium.
In den 1960er Jahren entstand zusätzlich der Neubau (Architekt Ferdinand Keilmann), der neben Klassenräumen hauptsächlich die naturwissenschaftlichen Fachräume beherbergt. Am 10. Oktober 2003 wurde schließlich auch der Neubautrakt des neuen Oberstufengebäudes fertiggestellt und eingeweiht.

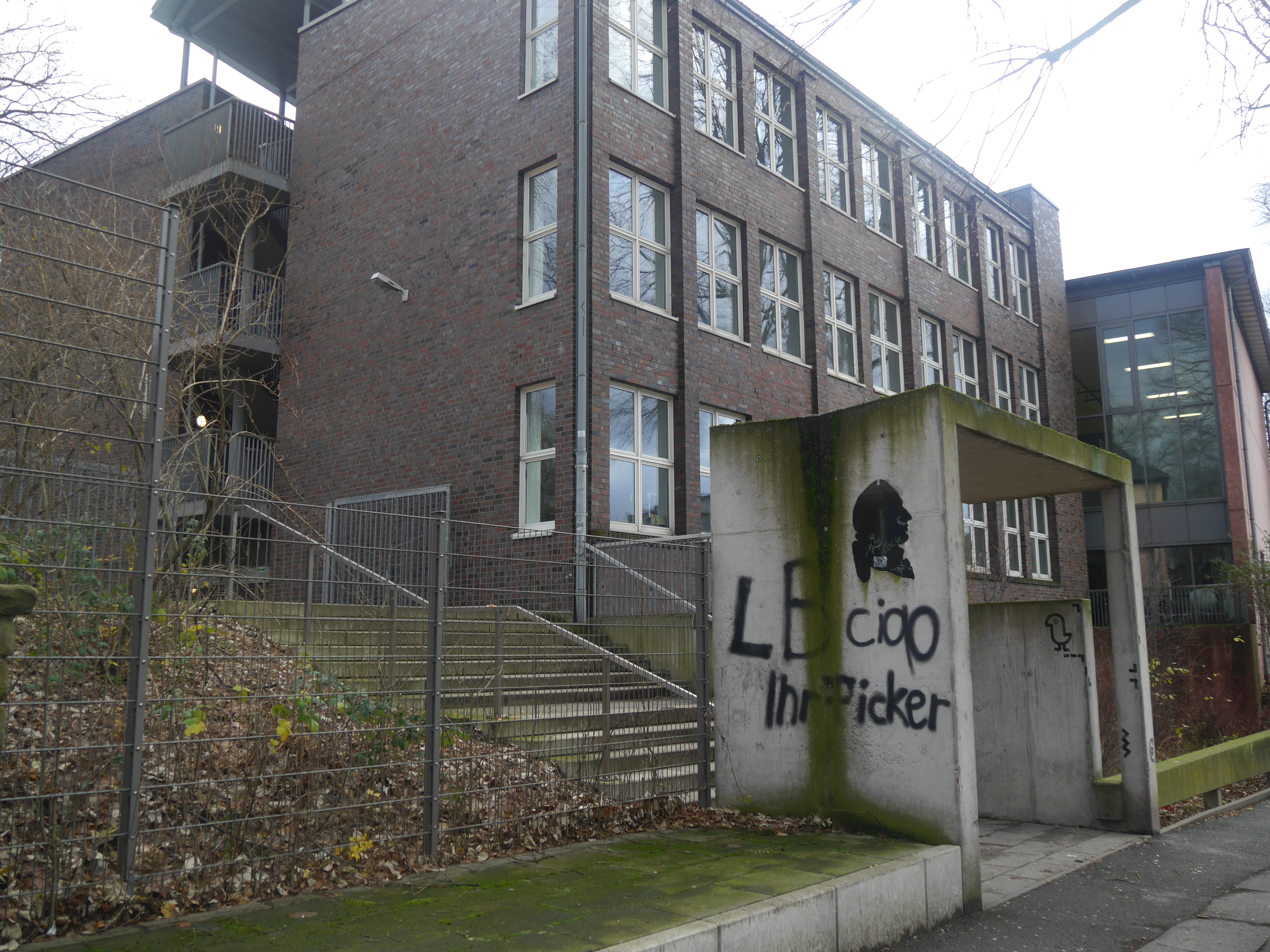
Eingang Uhlandstraße mit neuem Oberstufengebäude, im Hintergrund das Gebäude der neuen Turnhalle.

Im Sommer 2004 wurde bei Renovierungsarbeiten im Dach der Aula ein großes Zifferblatt mit einem Durchmesser von 1,40 m sowie eine Kiste mit dem zugehörigen Uhrwerk gefunden. Diese Uhr war vom letzten Jahrzehnt des 19. Jahrhunderts bis 1968 im Turm der Schule eingebaut. Nach einem Defekt wurde das Uhrwerk ausgebaut und auf dem Dachboden der Aula gelagert, wo es vergessen wurde. Das Werk erwies sich als vollständig erhalten und wurde von einem Team Bochumer Uhrmacher restauriert. Dabei wurde der Handaufzug des 50 kg schweren Uhrengewichtes durch einen Elektromotor ersetzt. Seit 2005 befindet sich das Uhrwerk in einer Vitrine im Altbau des Schulgebäudes. Die Turmuhr des Gymnasiums ist seit 2005 wieder in Betrieb und wird durch eine Funkuhr betrieben.

## Pädagogische Arbeit, Ausstattung und Angebote
- Die Goethe-Schule bietet den Besuch einer Bläserklasse an. Dort wird unter Leitung eines Musiklehrers über den Zeitraum von zwei Jahren ein Orchester zusammengestellt und unterrichtet. Parallel zum Unterricht findet fachspezifischer Unterricht am jeweiligen Instrument statt. Folgende Instrumente werden unterrichtet: Querflöte, Trompete, Posaune, Euphonium, Tuba, Saxophon, Klarinette und Schlagzeug.
- Ein weiteres Angebot ist der Besuch einer „Profilklasse Naturwissenschaften“, in der Schüler verstärkt naturwissenschaftlichen Unterricht erhalten, an Wettbewerben teilnehmen und Experimente durchführen.[2]
- Arbeitsgemeinschaften werden unter anderem angeboten im Bereich Medien (Homepage/Multimedia-AG, Grafik- und Design-AG, Foto-AG), Musik (Musical-Chor, Goethe Ensemble), Sprachen (Wirtschaftsenglisch, DELF Französisch, Cambridge-Zertifikate) und Sport.[3]
- Die Schule bietet als Arbeitsgemeinschaft außerdem das Jugendzirkustheater RatzFatz an.[4]

## Bekannte Personen
Ehemalige Schüler
- Wilhelm zur Nieden (* 29. August 1878; † 23. April 1945) Elektrotechnikingenieur, Generaldirektor Stadtwerke Leipzig, Verschwörer des 20. Juli 1944.
- Karl Gröppel (* 11. März 1883; † 4. Juli 1967), Dipl.-Ing., Bochumer Unternehmer und Kunstsammler.
- Robert Durrer (* 18. November 1890; † 13. Februar 1978), Dr.-Ing., Prof. für Eisenhüttenkunde an der TU Berlin und für Metallurgie an der ETH Zürich.
- Otto Haibach (* 24. Juni 1897; † 5. Mai 1999), Kartograph und Markscheidekundler.
- Erich Gottschalk (16. März 1906 bis 21. August 1996), Fußballspieler
- Klaus Ehlers (* 27. März 1941), Gymnasiallehrer und ehrenamtlicher Mitarbeiter im Kulturzentrum AllerWeltHaus in Hagen.
- Wulff Plinke (* 4. Oktober 1942), Wirtschaftswissenschaftler.
- Uwe Fellensiek (* 30. August 1955), Schauspieler und Musiker.
- Ralf Mähnhöfer (* 28. November 1955) Musiker, Multiinstrumentalist, war zusammen mit Uwe Fellensiek in der Turn-Leistungsriege der Goethe-Schule, Abitur 1974
- Michael Stein (* 26. Februar 1962), Journalist.
- Hennes Bender (* 19. Februar 1968), Kabarettist, Komiker und Übersetzer
- Sebastian Höffner (* 10. Februar 1975), Moderator und Sprecher.

Ehemalige Lehrkräfte
- Johann August Pein (* 20. Januar 1843; † 8. November 1900), Prof. Dr. phil, Mathematik-, Physik- und Chemielehrer.
- Friedrich Lammert (* 12. Mai 1890; † 15. November 1956), Altphilologe und Historiker. Ehemaliger Direktor.
- Richard Sprick (* 3. Januar 1901; † 26. Januar 1968), Zeichner, Porträt- und Landschaftsmaler. Von 1927 bis 1943 Kunsterzieher.